# Cieleśnica-Pałac
Cieleśnica-Pałac – wieś w Polsce, w województwie lubelskim, w powiecie bialskim, w gminie Rokitno.
Nazwa miejscowości została ustalona i wpisana do wykazu urzędowych nazw miejscowości i ich części 1 stycznia 2022 roku.
Wieś jest sołectwem w gminie Rokitno. We wsi znajduje się klasycystyczny pałac z 1830 roku.
Wierni Kościoła rzymskokatolickiego należą do parafii św. Apostołów Piotra i Pawła w Pratulinie.

## Części wsi
| SIMC    | Nazwa    | Rodzaj    |
| ------- | -------- | --------- |
| 1023546 | Tamożnia | część wsi |

## Historia

### Założenie folwarku
Historyczne korzenie miejscowości sięgają już XV wieku, kiedy to ziemie te znajdowały się w posiadaniu rodziny Andruszkiewiczów. W 1526 roku majątek przeszedł w ręce rodziny Cieleśnickich, która założyła folwark i dała początek nazwie wsi. Na przestrzeni wieków folwark zmieniał swoich właścicieli i w roku 1630 został zakupiony przez Aleksandra Ludwika Radziwiłła (ówczesnego stolnika Wielkiego Księstwa Litewskiego) oraz włączony do hrabstwa bialskiego.

### Budowa pałacu przez Serwińskich
W 1810 r. Dominik Hieronim Radziwiłł, ostatni właściciel pałacu w Białej Radziwiłłowskiej, sprzedał Cieleśnicę wraz z Klonownicą Andrzejowi Serwińskiemu. Wówczas to nastąpił najprężniejszy rozwój cieleśnickiej posiadłości. Nowy gospodarz w znacznym stopniu przyczynił się do rozrostu oraz unowocześnienia folwarku, za jego rządów wybudowano olejarnię, browar, młyn i cegielnię. Właściciel sprowadzał co roku szczepy fruktowe z zagranicy, dbał o dobór jak najlepszych gatunków bydła, koni, owiec, założył także plantację drzew morwowych połączoną z hodowlą jedwabników. Andrzej Serwiński w latach 1832-1835 podjął również budowę klasycystycznego pałacu według projektu własnego bądź Antonia Corazziego. W 1842 roku spadkobiercą majątku został bratanek Andrzeja Serwińskiego – Stanisław. Od 1861 roku w wyniku podziału majątku prawną właścicielką stała się Maria Serwińska, córka Stanisława.

### W posiadaniu rodziny Rosenwerthów
Około 1880 roku Maria Serwińska wyszła za mąż za Henryka Różyczkę de Rosenwerth i wniosła majątek cieleśnicki jako posag małżeński, który w 1919 roku został przekazany synowi Rosenwerthów – Stanisławowi. Lata 20. XX wieku przynoszą kolejną modernizację majątku. Ówczesny właściciel rozbudował folwark, wyposażył w gorzelnię, młyn parowy, cegielnię i elektrownię, a także założył dobrze prosperujące gospodarstwo rybne, hodowlane i rolne. Z uwagi na zniszczenia powojenne, w latach 1921-28 pałac został przebudowany, a jego wnętrza unowocześnione (wykonawcami prac remontowo-budowlanych byli Kazimierz Skórewicz i Romuald Gutt). Stanisław Różyczka de Rosenwerth był działaczem społeczno-gospodarczym południowego Podlasia. Zainicjował on między innymi powstanie Podlaskiej Wytwórni Samolotów, w której był jednym z udziałowców i konstruktorów.

### Okres powojenny
We wrześniu 1939 majątek cieleśnicki zajęły wojska radzieckie, a następnie niemieckie. Rodzina Różyczka de Rosenwerth zamieszkiwał pałac do 1945 roku, później dobra cieleśnickie przeszły na własność Skarbu Państwa Polskiego. W latach 1946–1950 w pałacu funkcjonował Dom Pracy Twórczej pod kierownictwem profesora Lecha Niemojewskiego z Wydziału Architektury Politechniki Warszawskiej. W latach 60. XX wieku pałac stał się własnością Państwowego Gospodarstwa Rolnego w Cieleśnicy i mieściła się tam sala kinowa, klubokawiarnia i ośrodek zdrowia.

## Pałac

### Opis architektoniczny
Pałac zbudowany jest na rzucie prostokąta, frontem zwrócony na zachód. Układ wnętrz jest dwutraktowy, z okrągłym holem na osi i przylegającą doń od północy klatką schodową. W elewacji frontowej znajduje się wgłębiony portyk z dwiema parami kolumn, zwieńczony attyką z fryzem o motywach wazonu i antytetycznie ustawionych gryfów, rogów obfitości i wici akantu. W portyku zbudowano szerokie przeszklone drzwi, a w drugiej kondygnacji duże zamknięte półkoliście okno. 

### Park krajobrazowy

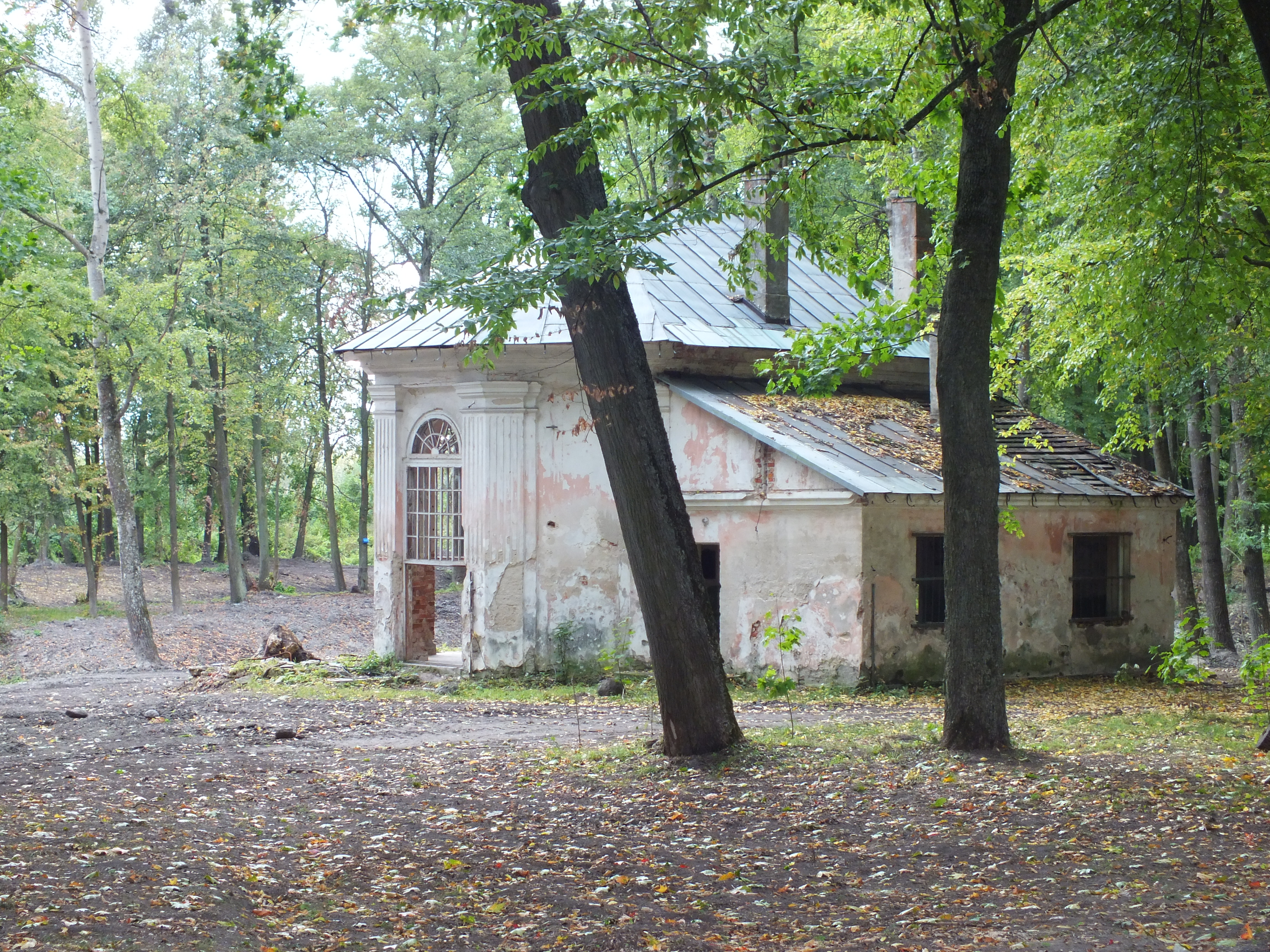
Oranżeria z 1 poł. XIX w. (stan z września 2012 r.)

Cieleśnica to nie tylko pałac, ale również sieć zabudowań przypałacowych połączona z parkiem krajobrazowym i zbiornikiem wodnym. Park krajobrazowy został założony w 1810 r. przez Andrzeja Serwińskiego, a zaaranżowano go w stylu angielskim. Tworzą go pomnikowe jesiony, sosny czarne, dęby, rzadkie drzewa i krzewy, na jego terenie znajduje się także system wodny ze stawem i sadzawkami. Ponadto w skład zespołu pałacowego wchodzi klasycystyczna oranżeria z II ćw. XIX w., która w tej chwili poddana jest renowacji. Jest to obiekt murowany z cegły, otynkowany, na rzucie wydłużonego sześciokąta, z przybudówką od północy. 

### Legenda
Z pałacem wiąże się również pewna legenda. Mówi ona, że na łąkach Cieleśnicy, pod borem zwanym Hołobud, znajdował się staw z wyspą, a na niej cerkiew. Pewnego razu podczas uroczystości weselnej cerkiew ta zapadła się pod ziemię wraz z panem młodym i gośćmi weselnymi. Przy stawie tym, za czasów Kolberga, rosła ogromna, stara topola nadbużańska, zwana Sokor. Na niej to według legendy co noc siadał biały gołąb i gruchał żałośnie – miała to być dusza panny młodej. Do dziś wśród starszych mieszkańców okolicy krąży legenda, że w niedzielne popołudnie nad stawem można usłyszeć dzwony zapadłej pod ziemię cerkwi.

### Przywrócenie dawnej świetności
W 2009 roku pałac nabyli Barbara i Dariusz Chwesiukowie, właściciele firmy Bialcon, i rozpoczęli projekt adaptacji zespołu pałacowo-parkowego Cieleśnica na obiekt hotelarsko-gastronomiczny o wysokim standardzie. Nowym właścicielom zależało na tym, aby w jak największym stopniu zachować formę budynku z lat dwudziestych XX wieku oraz powrócić do bogatej historii tego miejsca. Pałac Cieleśnica ma służyć nie tylko jako obiekt hotelarski, ale również jako ośrodek życia kulturalnego regionu. W pałacu znajduje się biblioteka, sala kinowa oraz sala klubowa, w której organizowane są koncerty i czasowe wystawy sztuki. Właściciele mają również w planach wspomaganie lokalnego rzemiosła, między innymi poprzez organizację różnorodnych warsztatów i szkoleń w wielu dziedzinach rzemiosła, również tych rzadkich i odrobinę zapomnianych. Otwarcie pałacu nastąpiło w lecie 2013.